# Cacuciu Vechi
Cacuciu Vechi – wieś w Rumunii, w okręgu Bihor, w gminie Aușeu. W 2011 roku liczyła 210
mieszkańców.